# لاکهید مارتین ای-۴ای‌آر فایتینگ‌هاوک
لاکهید مارتین ای-۴ای‌آر فایتینگ‌هاوک (انگلیسی: Lockheed Martin A-4AR Fightinghawk) یک ارتقاء عمده از هواپیمای تهاجمی مک دانل داگلاس ای-۴ ام اسکای هاوک است که برای نیروی هوایی آرژانتین توسعه یافته و در سال ۱۹۹۸ وارد خدمت آن نیروی نظامی شد.

## طراحی و توسعه

### پبش زمینه
جنگ فالکلند در سال ۱۹۸۲، تلفات سنگینی را بر نیروی هوایی آرژانتین وارد نمود و بیش از ۶۰ فروند از هواپیماهای آن نیرو از دست رفت.
عرضه هواپیماهای جنگی مدرن از زمانی که ایالات متحده در سال ۱۹۷۸ تحریم تسلیحاتی را به دلیل نقض حقوق بشر اعمال بر دولت آرژانتین اعمال نموده بود، محدود شده بود. همچنین با وضع تحریم تسلیحاتی از طرف دولت بریتانیا در سال ۱۹۸۲، محدودیت‌های بیشتری به وجود آمد. تنها هواپیمای جنگی که نیروی هوایی آرژانتین موفق به دریافت آنها شد ۱۰ فروند میراژ ۵ پی دریافتی از نیروی هوایی پرو، ۱۹ فروند میراژ -۳ سی جی کهنه‌کار جنگ شش روزه از
اسرائیل، و ۲ فروند از گونه آمورشی، میراژ ۳-بی از نیروی هوایی فرانسه، بودند.
در سال ۱۹۸۹، کارلوس منم به سمت ریاست جمهوری آرژانتین برگزیده شد و به سرعت سیاست خارجی طرفدار ایالات متحده را پایه‌گذاری نمود که منجر به این شد که آرژانتین به عنوان متحد اصلی غیر ناتوی ایالات متحده آمریکا، دست یابد. اگرچه وضعیت اقتصادی بهبود یافت، اما بودجه مورد نیاز برای خرید هواپیماهای جنگی جدید مانند میراژ ۲۰۰۰ کماکان در دسترس نبود
در سال ۱۹۹۴، ایالات متحده پیشنهادی مبنی بر به روز آوری ۳۶ فروند ای-۴ ام اسکای هاوک که سابقاً از ناوگان سپاه تفنگداران دریایی ایالات متحده آمریکا بودند، را در طی قراردادی به ارزش ۲۸۲ میلیون دلار ارائه نمود که اجرای این قرار داد توسط لاکهید مارتین انجام می‌شد که شامل خصوصی‌سازی و واگذاری سهام شرکت دولتی آرژانتینی  فابریکا میلیتار دی آویونس (کارخانه هواپیماهای نظامی - به اختصار اف ام ای) بود. که پس از واقعه، آن شرکت به شرکت سهامی عام لاکهید مارتین هواپیما آرژانتین (ال.ام.ای. ای اس. ای) (انگلیسی: Lockheed Martin Aircraft Argentina SA (LMAASA)) تغییر نام یافت. در سال ۲۰۱۰، مالکیت (ال.ام.ای. ای اس. ای) با نام فابریکا آرخنتینا دی آویونس (FADEA) به دولت آرژانتین بازگردانیده شد.

### تولید
نیروی هوایی آرژانتین برای بروز رسانی بدنه هواپمیاهای‌های ۳۲ فروند ای-۴ ام (ساخته شده در سالهای ۱۹۷۰/۱۹۷۶)
و ۴ فروند تی ای-۴ اف
را از مرکز تعمیرات و بازسازی هوافضا در پایگاه نیروی هوایی دیویس–مونتهن واقع در توسان، آریزونا انتخاب نمود.
برنامه‌های ارتقا و به روز رسانی شامل موارد ذیل بود:
- تعمیرات اساسی بدنه هواپیما، به روز رسانی کابل کشی هاو نصب موتور پرت اند ویتنی جی۵۲–۴۰۸ای
- نصب صندلی‌پران ۱-جی۳ ساخت داگلاس اسکیپ
- کلاه خلبان مدل HGU-55/P
- سیستم تولید اکسیژن داخل هواپیما، ایرگارت OBOGS ساخت هانی‌ول
- نصب رادار وستینگهاوس/نورثروپ گرومن از نوع AN/APG-66V2 (ARG-1)
- کنترل‌های HOTAS و کابین خلبان شیشه ای (۲ صفحه نمایش رنگی CRT)
- صفحه‌نمایش جلو-سری (HUD) سکستان اویونیک/تیلس اویانیک
- سامانه ناوبری اینرسیایی لایتون/نورث روپ گرومن ال ان-۱۰۰ جی
- گذرگاه داده MIL-STD-1553B
- دو کامپیوتر جنرال داینامیکس اینفورمیشن سسیستم AN/AYK-14
- گیرنده هشدار راداری وستینگهاوس/نورثروپ گرومن AN/ALR-93 (V)1
- سامانه اختلال و فریب رادار AN/ALQ-126B
- سامانه اختلال و فریب رادار AN/ALQ-162
- پخش کننده‌های خاشه/شعله از نوع ALR-47
- سیستم شناسایی دوست یا دشمن از نوع AN/APX-72

ای-۴ ام‌ها مجهز به سیستم ردیاب تلویزیونی و لیزری نقطه ای هیوز AN/ASB-19 (سیستم بمباران زاویه ای) بودند، اما این سامانه پس از تبدیل به ای-۴ ای آر حذف شد، زیرا رادار می‌توانست همان داده‌ها را ارائه نماید.
در این قرارداد مقرر شد که ۸ هواپیما در کارخانه لاکهید-مارتین در
پام دیل (کالیفرنیا) و مابقی ۲۷ فروند در کوردوبا، در آرژانتین و در LMAASA بازسازی شوند. حداقل ده بدنه هواپیما ای-۴ ام و تی ای-۴ جی برای استفاده به عنوان قطعات یدکی، هشت موتور اضافی و یک شبیه‌ساز پرواز جدید ای-۴ ای آر نیز تحویل داده شد.

## گونه‌ها
ای-۴ ای آر۳۲ فروند تبدیل شده از هواپیماهای ای-۴ ام
او ای-۴ ای آر۴ فروند تبدیل شده از تی ای-۴ اف

## کاربران
آرژانتین

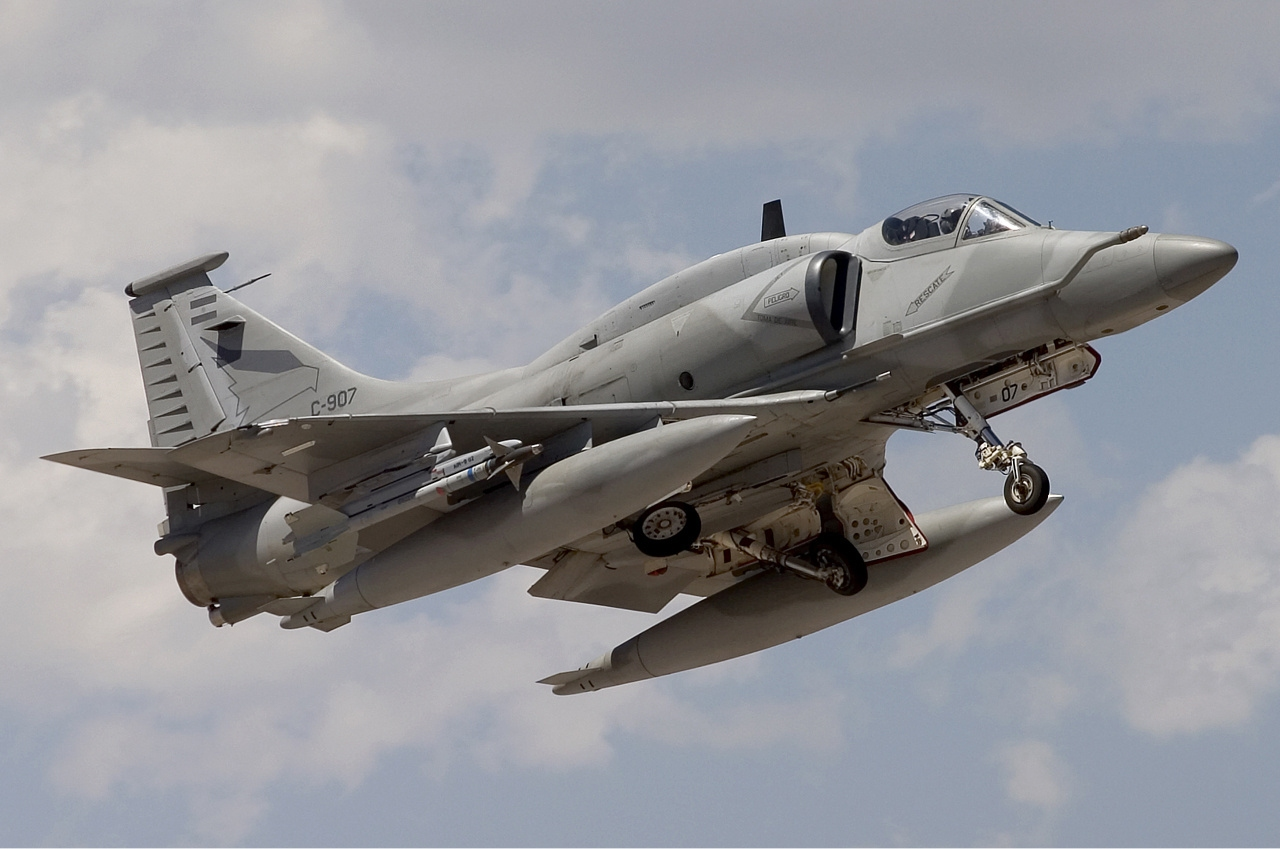
ای-۴ای‌آر فایتینگ‌هاوک از ناوگان نیروی هوایی آرژانتین.

- نیروی هوایی آرژانتین – ۳۶ فروند دریافت نمود (۳۲ فروند ای-۴ ای آر و ۴ فروند او ای-۴ ای آر) در سال ۲۰۲۰ تعدادی حدود ۶ فروند در وضعیت عملیاتی گزارش شده است.[۸]در سال ۲۰۲۲ از ۲۳ فروند هواپیما احتمالاً ۱۵ الی ۲۳ در صد آنها، در وضعیت عملیاتی گزارش شدند.[۹]

## مشخصات (ای-۴ای‌آر فایتینگ‌هاوک)
داده‌ها از سایت رسمی نیروی هوایی آرژانتین FAA و ای-۴ اسکای‌هاوک
ویژگی‌های عمومی
- خدمه: ۱ (۲ در اوای-۴ای آر)
- طول: ۱۲٫۳۰ متر (۴۰ فوت ۳ اینچ)
- پهنای بال: ۸٫۳۸ متر (۲۷ فوت ۶ اینچ)
- ارتفاع: ۴٫۵۷ متر (۱۴ فوت ۱۱ اینچ)
- مساحت بال‌ها: ۲۴٫۱۵ متر مربع (۲۵۹ فوت مربع)
- وزن خالی: ۴٬۹۰۰ کیلوگرم (۱۰٬۸۰۳ پوند)
- وزن ناخالص: ۱۱٬۰۰۰ کیلوگرم (۲۴٬۲۵۱ پوند)
- بیشترین وزن برخاست: ۱۱٬۱۳۶ کیلوگرم (۲۴٬۵۰۰ پوند)
- پیشرانه: ۱ عدد توربوجت پرت اند ویتنی جی۵۲-پی-۴۰۸ ای, ۵۰٫۰ کیلونیوتن (۱۱٬۲۰۰ پوند-نیرو) thrust

عملکرد
- حداکثر سرعت: ۱٬۰۸۰ کیلومتر بر ساعت (۶۷۱ مایل بر ساعت، ۵۸۳ گره)
- بُرد: ۳٬۲۲۰ کیلومتر (۲٬۰۰۰ مایل، ۱٬۷۰۰ مایل دریایی)
- حداکثر ارتفاع: ۱۲٬۸۸۰ متر (۴۲٬۲۵۰ فوت)
- نرخ صعود: ۴۳ متر بر ثانیه (۸٬۴۴۰ فوت بر دقیقه)
- بارگیری بال: ۳۴۴٫۴ کیلوگرم بر متر مربع (۷۰٫۷ پوند بر فوت مربع)
- نیرو/وزن: ۰٫۵۱

تسلیحات

- اسلحه‌ها: ۲ قبضه توپ ۲۰ میلی‌متری (۰٫۷۸۷ اینچی) کلت ام کی۱۲, ۱۰۰ گلوله در هر توپ
- موشک‌ها: 

  - موشک‌های هوابه‌هوا:
    - ۲ عدد ایم-۹ سایدوایندر

  - موشک‌های هوابه‌سطح:

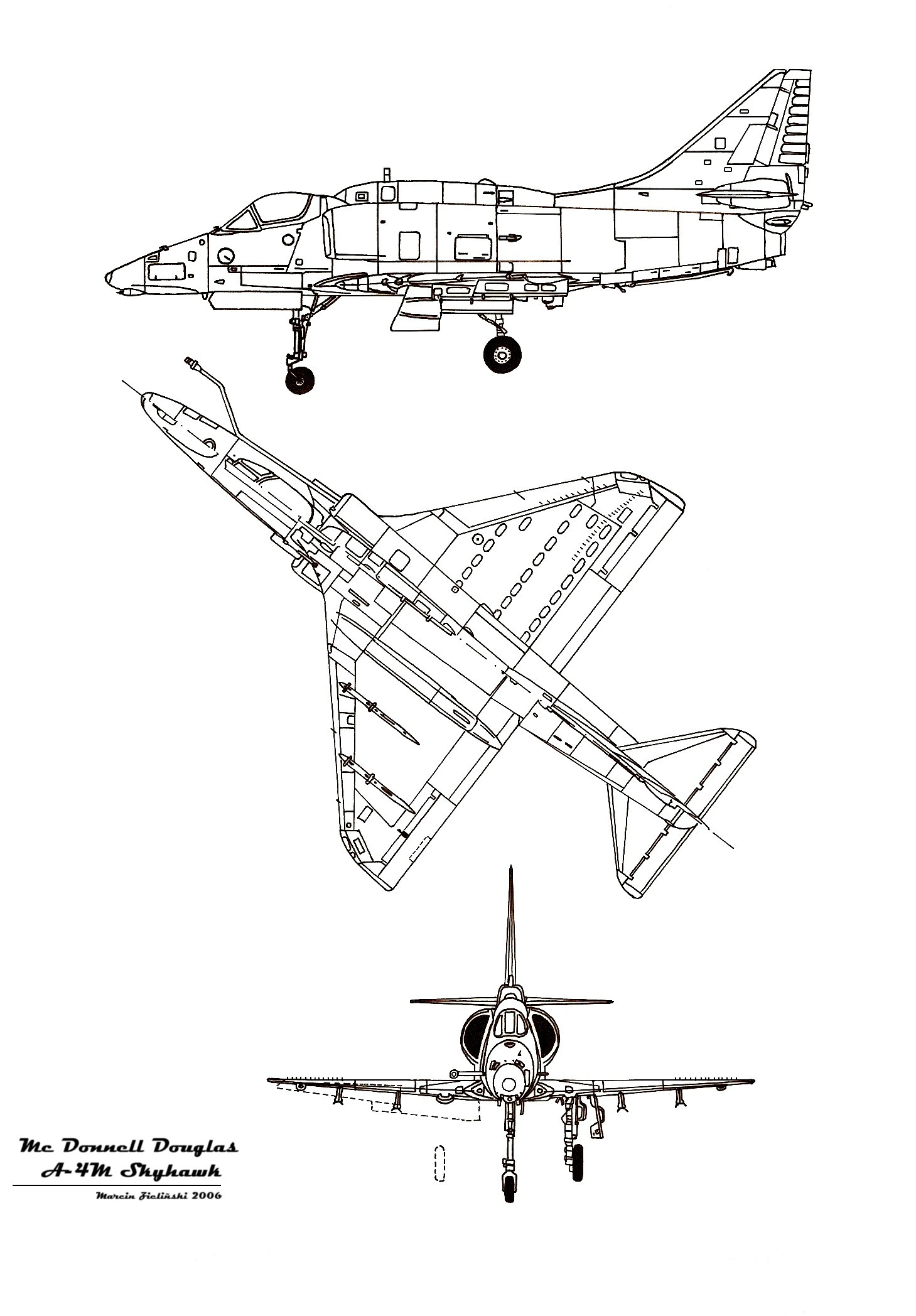
طرح سه نمای جنگنده ای-۴ای‌آر.

    - ۴ پرتاب کننده راکت ای آر ام-۶۵۷ مامبورتا
- بمب‌ها: ۹٬۹۰۰ پوند (۴٬۴۹۰ کیلوگرم) بر پنج آویزگاه خارجی تسلیحات.